# 1952 au Canada
Pour un article plus général, voir Chronologie du Canada.
Cet article traite des événements qui se sont produits durant l'année 1952 au Canada.

## Événements

### Politique
- 1er février : Vincent Massey est le premier canadien de naissance à accéder au poste de gouverneur du Canada.

- 6 février : Élisabeth II devient reine du Canada.

- 10 mars : début de la grève de Louiseville au Québec.

- 11 juin : élection générale saskatchewanaise. Tommy Douglas (CCF) est réélu premier ministre de la Saskatchewan.

- 12 juin : élection générale britanno-colombienne. W.A.C. Bennett dirigé par le Parti Crédit social de la Colombie-Britannique remporte le pouvoir.

- 16 juillet : élection générale québécoise. Maurice Duplessis (Union nationale) est réélu premier ministre du Québec.

- 4 août : début de la première « ruée vers l’uranium » de l’histoire. Le territoire qui entoure la ville minière d’Uranium City (Saskatchewan) est répartie entre des entreprises privées qui devront livrer à l’État le minerai extrait.

- 5 août : élection générale albertaine. Ernest Manning (crédit social) est réélu premier ministre de l'Alberta.

### Justice
- Arrestation du Boyd Gang (en) à Toronto.

### Sport

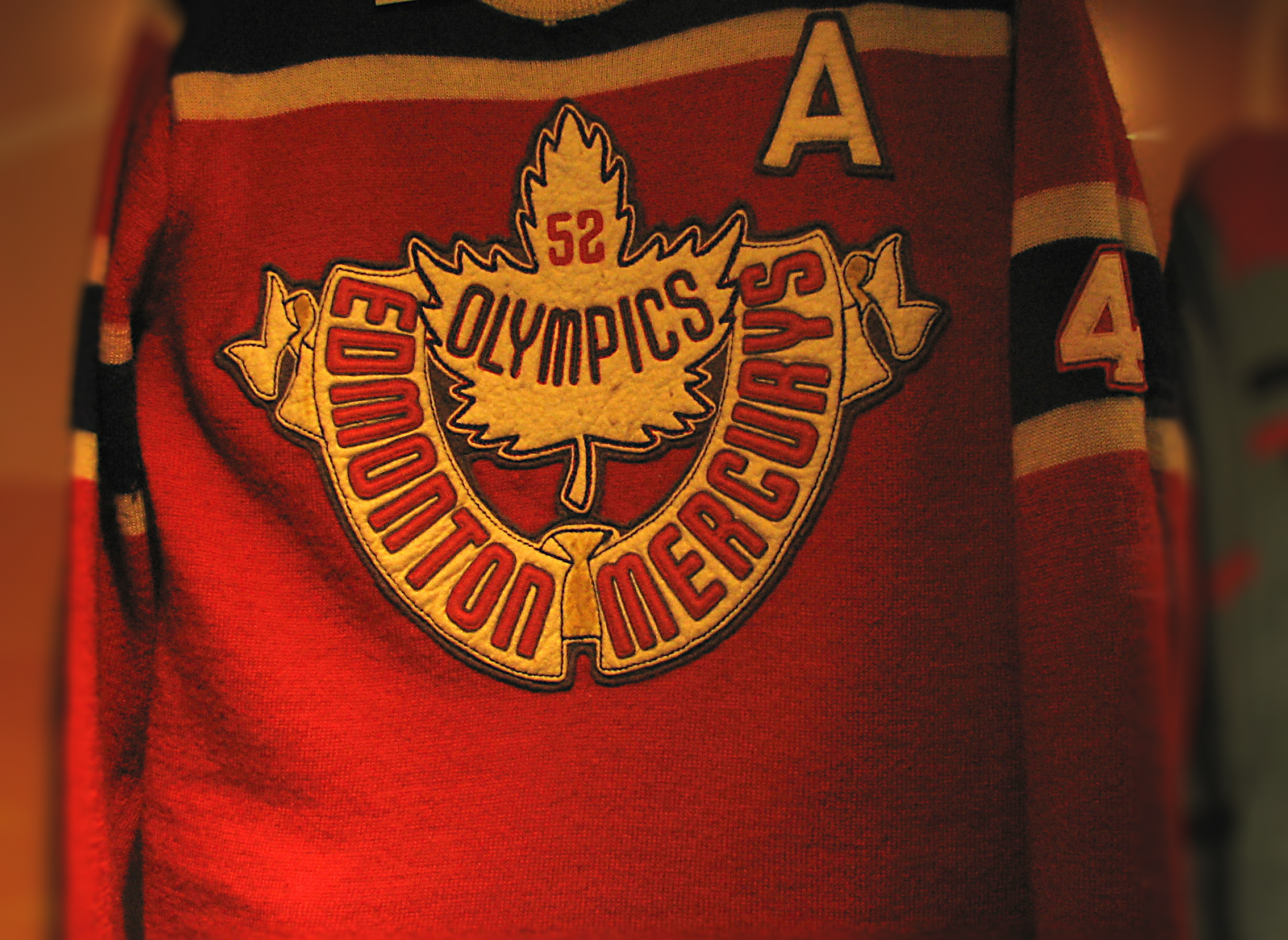
Chandail des Jersey d'Edmonton Mercurys. Cette équipe a représenté le Canada lors des jeux olympiques d'hiver.

#### Hockey
- Fin de la saison 1951-1952 de la LNH. Les Red Wings de Détroit remportent la Coupe Stanley contre les Canadiens de Montréal.
- Début de la saison 1952-1953 de la LNH.
- Les Biltmore Mad Hatters de Guelph remportent la Coupe Memorial 1952.
- 11 octobre : début de la télédiffusion des matchs de hockey par La Soirée du hockey à Radio-Canada Télévision.

#### Jeux olympiques d'hiver de 1952
- Médaille d'or au hockey sur glace. La prochaine médaille d'or du Canada devra attendre 50 ans.
- Gordon Audley remporte une médaille de bronze en patinage de vitesse.

#### Jeux olympiques d'été de 1952
- George Genereux remporte une médaille d'or en tir dans l'épreuve de la fosse.
- Kenneth Lane et Donald Hawgood remportent une médaille d'argent en canoe 10000 mètres.
- Gerry Gratton remporte une médaille d'argent en haltérophilie poids moyen.

### Économie
- Construction du barrage Kenney Dam sur la rivière Nechako en Colombie-Britannique, créant ainsi le vaste réservoir Nechako.
- 8 novembre : fondation de la ville de Chibougamau au Québec. Développement de mines de cuivre.

### Science
- Accident nucléaire à Chalk River en Ontario.

### Culture
- Formation du duo comique Ti-Gus et Ti-Mousse avec Réal Béland et Denyse Émond. Ce duo va se produire en spectacle au cours des 30 prochaines années.

#### Film
- Étienne Brûlé gibier de potence.
- La loi du silence, film de Alfred Hitchcock, est tourné dans la ville de Québec.
- Le Rossignol et les cloches de René Delacroix.

#### Radio
- 31 août : feuilleton Le Survenant (série radiophonique).

#### Télévision
- 25 juillet : début de la télévision de Radio-Canada. La programmation régulière est prévue pour septembre.
- 6 septembre : la Télévision de la CBC et la Télévision de Radio-Canada ont commence leurs opérations à Montréal.
- Émission pour enfant Pépinot et Capucine.

### Religion
- Georges Cabana devient archevêque de Sherbrooke.

## Naissances
- Bob McLeod, premier ministre du Territoire du Nord-Ouest.
- Février : Kathy Dunderdale, première ministre de Terre-Neuve-et-Labrador
- 18 février : Bernard Valcourt, avocat et ancien homme politique fédéral.
- 4 mars : Svend Robinson, homme politique et militant.
- 29 avril : Rob Nicholson, homme politique.
- 13 mai : Mary Walsh, actrice, scénariste, dramaturge, productrice, metteuse en scène et réalisatrice.
- 17 mai : Howard Hampton, homme politique et ancien chef du Nouveau Parti démocratique de l'Ontario.
- 22 mai : Graham Greene, acteur.
- 1er juillet :
  - Dan Aykroyd, acteur, producteur et scénariste.
  - Deborah Grey, ancienne femme politique fédérale.
- 3 juillet : Rohinton Mistry, écrivain.
- 6 juillet : George Athans, skieur.
- 14 juillet : Bryon Wilfert, homme politique canadien.
- 4 août : Brenda Chamberlain, ancienne femme politique fédéral.
- 8 septembre : Sue Barnes, avocate et ancienne femme politique fédéral.
- 10 septembre : Vic Toews, homme politique manitobain.
- 12 septembre : Neil Peart, musicien et auteur.
- 1er octobre : Jacques Martin, entraîneur de hockey sur glace.
- 2 octobre : Marie Deschamps, juge puînée à la Cour suprême du Canada.
- 10 novembre : Lloyd St. Amand, avocat et homme politique.
- 27 novembre : Sheila Copps, femme politique canadien, ancien ministre et ancien vice-premier ministre du Canada.
- 12 décembre : Herb Dhaliwal, ancien homme politique.
- 24 décembre : Lorne Calvert, premier ministre de la Saskatchewan.

## Décès
- 6 février : George VI, roi du Canada.
- 21 juin : Wilfrid May, as de l'aviation durant la Première Guerre mondiale.
- 6 juillet : Louis-Alexandre Taschereau, premier ministre du Québec.
- 31 août : Henri Bourassa, homme politique et nationaliste.
- 6 octobre : Walter Stanley Monroe, premier ministre de Terre-Neuve.
- 18 octobre : Joseph-Mathias Tellier, homme politique québécois.
- 9 novembre : Harold Innis, professeur d'économie.